# Liste der Brücken in Wien/Hernals
Diese Liste beinhaltet jene Wiener Brücken, die sich im 17. Bezirk Hernals befinden. Weitere Brücken, die an den 17. Bezirk grenzen oder sich nur teilweise auf seinem Bezirksgebiet befinden, von der Brückeninformation Wien aber anderen Bezirken zugeordnet sind, befinden sich in den jeweiligen Listen der angrenzenden Bezirke.

## Brücken
| Objekt / Teilobjekt                        | Foto | Lage                         | Verwaltung / Objektnr. | System                                | Material                | Brückenklasse            | Länge (m) | Breite (m) | Baujahr | Anmerkungen |
| ------------------------------------------ | ---- | ---------------------------- | ---------------------- | ------------------------------------- | ----------------------- | ------------------------ | --------- | ---------- | ------- | ----------- |
| Artariabrücke                              | 1    | Höhenstraße Standort         | Gemeinde B171100       | Rahmen geschlossen                    | Stahlbeton              | Straßenbrücke Klasse I   | 2         | 25         | 1970    |             |
| Brücke über den Alsbach bei der Villa Roth | 1    | Amundsenstraße Standort      | Gemeinde B170500       | Rahmen                                | Stahlbeton              | Straßenbrücke Klasse I   | 6         | 13         | 1962    |             |
| Dritter Gerinnedurchlass                   | 1    | Höhenstraße Standort         | Gemeinde B171700       | Rahmen geschlossen                    | Stahlbeton              | Straßenbrücke Klasse I   | 2         | 20         | 1937    |             |
| Durchlass Alsbach                          | 0 BW | Amundsenstraße Standort      | Gemeinde B170300       | Rahmen geschlossen                    | Stahlbeton              | Straßenbrücke Klasse I   | 2         | 9          | 1956    |             |
| Durchlass Erlenbach b.d. Villa Roth        | 1    | Standort                     | Gemeinde B170400       | sonstige                              | Stahl                   | Straßenbrücke Klasse I   | 2         | 6          | 1962    |             |
| Durchlass Jägerwiesenbach                  | 1    | Exelbergstraße Standort      | Gemeinde B170800       | Rahmen geschlossen                    | Stahlbeton              | Straßenbrücke Klasse I   | 2         | 9          | 1969    |             |
| Erster Gerinnedurchlass                    | 1    | Höhenstraße Standort         | Gemeinde B171500       | Rahmen geschlossen                    | Stahlbeton              | Straßenbrücke Klasse I   | 1         | 15         | 1937    |             |
| Erster Rohrerbadsteg                       | 1    | Standort                     | Gemeinde B172000       | Balken/Plattentragwerk freiaufliegend | Stahl mit Holzbohlen    | Fußgängerbrücke Klasse I | 5         | 2          | 1965    |             |
| Geroldgassenbrücke                         | 1    | Geroldgasse Standort         | Gemeinde B171000       | Gewölbe geschlossen                   | sonstiges               | Straßenbrücke Klasse I   | 3         | 5          | 1965    |             |
| Kleeblattbrücke                            | 1    | Höhenstraße Standort         | Gemeinde B171300       | Balken/Plattentragwerk freiaufliegend | Stahlbeton              | Straßenbrücke Klasse I   | 6         | 8          | 1937    |             |
| Kleine Wegbrücke neben Objekt 1713         | 1    | Höhenstraße Standort         | Gemeinde B171200       | Rahmen geschlossen                    | Beton                   | Straßenbrücke Klasse I   | 2         | 25         | 1937    |             |
| Kleiner Gerinnedurchlass                   | 1    | Höhenstraße Standort         | Gemeinde B171400       |                                       | Beton                   | Straßenbrücke Klasse I   | 3         | 5          | 1937    |             |
| Kräuterbachbrücke                          | 1    | Standort                     | Gemeinde B172600       | Balken/Plattentragwerk freiaufliegend | Stahl mit Holzbohlen    | Fußgängerbrücke Klasse I | 5         | 2          | 1992    |             |
| Lidlbrücke                                 | 0 BW | Lidlgasse Standort           | Gemeinde B170100       | Balken/Plattentragwerk freiaufliegend | Stahlbeton              | Straßenbrücke Klasse I   | 12        | 21         | 1981    |             |
| Luchtengrabenbrücke                        | 1    | Standort                     | Gemeinde B172700       | Gewölbe                               | Stein-Ziegel            | Feldwegbrücke Klasse I   | 4         | 3          | 1943    |             |
| Marsbrücke                                 | 1    | Schwarzenbergallee Standort  | Gemeinde B172500       | Balken/Plattentragwerk freiaufliegend | Stahlbeton, Normalbeton | Fußgängerbrücke Klasse I | 5         | 4          | 1935    |             |
| Neuwaldegger Personentunnel                | 1    | Schwarzenbergallee Standort  | Gemeinde B170600       | Rahmen                                | Stahlbeton              | Straßenbrücke Klasse I   | 6         | 13         | 1959    |             |
| Parapluieteichsteg                         | 1    | Schwarzenbergpark Standort   | Gemeinde B172300       | Balken/Plattentragwerk freiaufliegend | Stahl mit Holzbohlen    | Fußgängerbrücke Klasse I | 5         | 2          | 1965    |             |
| Parkbachbrücke                             | 1    | Neuwaldegger Straße Standort | Gemeinde B170700       | Balken/Plattentragwerk freiaufliegend | Stahlbeton              | Straßenbrücke Klasse I   | 6         | 20         | 1958    |             |
| Parkplatzbrücke                            | 1    | Schwarzenbergpark Standort   | Gemeinde B172400       | Balken/Plattentragwerk freiaufliegend | Stahl mit Holzbohlen    | Fußgängerbrücke Klasse I | 11        | 2          | 1970    |             |
| Rohrdurchlass Pointengassenbach            | 1    | Pointengasse Standort        | Gemeinde B170200       | sonstige Konstruktion                 | Beton                   | Fußgängerbrücke Klasse I | 3         | 2          | 1927    |             |
| Schwarzenbergbrücke                        | 1    | Schwarzenbergallee Standort  | Gemeinde B170900       | Balken/Plattentragwerk freiaufliegend | Stahlbeton              | Straßenbrücke Klasse I   | 6         | 13         | 1957    |             |
| Tempelgrabensteg                           | 1    | Standort                     | Gemeinde B172200       | Balken/Plattentragwerk freiaufliegend | Holz                    | Fußgängerbrücke Klasse I | 6         | 4          | 1980    |             |
| Waldandachtsbrücke                         | 1    | Höhenstraße Standort         | Gemeinde B171800       | Rahmen offen                          | Beton                   | Straßenbrücke Klasse I   | 19        | 12         | 1937    |             |
| Zwei-Gehängten-Brücke                      | 1    | Höhenstraße Standort         | Gemeinde B171900       | Rahmen offen                          | Stahlbeton, Normalbeton | Straßenbrücke Klasse I   | 6         | 8          | 1937    |             |
| Zweiter Gerinnedurchlass                   | 0 BW | Höhenstraße Standort         | Gemeinde B171600       | Rahmen geschlossen                    | Stahlbeton, Normalbeton | Straßenbrücke Klasse I   | 2         | 20         | 1937    |             |
| Zweiter Rohrerbadsteg                      | 1    | Standort                     | Gemeinde B172100       | Balken/Plattentragwerk freiaufliegend | Stahl mit Holzbohlen    | Fußgängerbrücke Klasse I | 5         | 2          | 1965    |             |